# Los Angeles Lakers 1965-1966
La stagione 1965-66 dei Los Angeles Lakers fu la 17ª nella NBA per la franchigia.
I Los Angeles Lakers vinsero la Western Division con un record di 45-35. Nei play-off vinsero la finale di division con i St. Louis Hawks (4-3), perdendo poi la finale NBA con Boston Celtics (4-3).

## Western Division
| Squadra           | V  | P  | %    | GB |
| ----------------- | -- | -- | ---- | -- |
| L.A. Lakers       | 45 | 35 | 56,3 | -  |
| Baltimore Bullets | 38 | 42 | 47,5 | 7  |
| St. Louis Hawks   | 36 | 44 | 45,0 | 9  |
| S.F. Warriors     | 35 | 45 | 43,8 | 10 |
| Detroit Pistons   | 22 | 58 | 27,5 | 23 |

## Roster
| \| Pos. \| Num. \| Naz. \| Nome \| Altezza \| Peso \| Data nascita \| Provenienza \| \| ---- \| ---- \| ---- \| --------------- \| ------- \| ------ \| ------------ \| ------------------------------ \| \| A \| 22 \| \| Baylor, Elgin \| 196 cm \| 102 kg \| 16-09-1934 \| Seattle \| \| A \| 15 \| \| Boozer, Bob \| 203 cm \| 98 kg \| 26-04-1937 \| Kansas State \| \| A/C \| 25 \| \| Ellis, LeRoy \| 208 cm \| 95 kg \| 10-03-1940 \| St. John's \| \| A \| 33 \| \| Fairchild, John \| 203 cm \| 93 kg \| 28-04-1943 \| Brigham Young \| \| G \| 11 \| \| Goodrich, Gail \| 185 cm \| 77 kg \| 23-04-1943 \| UCLA \| \| G \| 42 \| \| Hazzard, Walt \| 188 cm \| 79 kg \| 15-04-1942 \| UCLA \| \| C \| \| \| Hoover, Tom \| 206 cm \| 104 kg \| 23-01-1941 \| Camden Bullets (United States) \| \| C \| 14 \| \| Imhoff, Darrall \| 208 cm \| 100 kg \| 12-10-1938 \| UC Berkeley \| \| G \| 21 \| \| King, Jim \| 188 cm \| 79 kg \| 07-02-1941 \| Tulsa \| \| A/C \| 35 \| \| LaRusso, Rudy \| 201 cm \| 100 kg \| 11-11-1937 \| Dartmouth \| \| G/AP \| 44 \| \| West, Jerry \| 188 cm \| 79 kg \| 28-05-1938 \| West Virginia \| \| C \| 12 \| \| Wiley, Gene \| 208 cm \| 95 kg \| 12-11-1937 \| Wichita State \| | Allenatore - Fred Schaus Legenda - (C) Capitano - (FA) Free agent - (S) Sospeso - (TW) Contratto Two-way - (GL) Assegnato a squadra G League affiliata - Infortunato Roster • Transazioni · Ultima transazione: 11 maggio 1966 |                        |                 |         |        |              |                                |
| Pos. | Num. | Naz.                   | Nome            | Altezza | Peso   | Data nascita | Provenienza                    |
| A | 22 | Stati Uniti (bandiera) | Baylor, Elgin   | 196 cm  | 102 kg | 16-09-1934   | Seattle                        |
| A | 15 | Stati Uniti (bandiera) | Boozer, Bob     | 203 cm  | 98 kg  | 26-04-1937   | Kansas State                   |
| A/C | 25 | Stati Uniti (bandiera) | Ellis, LeRoy    | 208 cm  | 95 kg  | 10-03-1940   | St. John's                     |
| A | 33 | Stati Uniti (bandiera) | Fairchild, John | 203 cm  | 93 kg  | 28-04-1943   | Brigham Young                  |
| G | 11 | Stati Uniti (bandiera) | Goodrich, Gail  | 185 cm  | 77 kg  | 23-04-1943   | UCLA                           |
| G | 42 | Stati Uniti (bandiera) | Hazzard, Walt   | 188 cm  | 79 kg  | 15-04-1942   | UCLA                           |
| C | | Stati Uniti (bandiera) | Hoover, Tom     | 206 cm  | 104 kg | 23-01-1941   | Camden Bullets (United States) |
| C | 14 | Stati Uniti (bandiera) | Imhoff, Darrall | 208 cm  | 100 kg | 12-10-1938   | UC Berkeley                    |
| G | 21 | Stati Uniti (bandiera) | King, Jim       | 188 cm  | 79 kg  | 07-02-1941   | Tulsa                          |
| A/C | 35 | Stati Uniti (bandiera) | LaRusso, Rudy   | 201 cm  | 100 kg | 11-11-1937   | Dartmouth                      |
| G/AP | 44 | Stati Uniti (bandiera) | West, Jerry     | 188 cm  | 79 kg  | 28-05-1938   | West Virginia                  |
| C | 12 | Stati Uniti (bandiera) | Wiley, Gene     | 208 cm  | 95 kg  | 12-11-1937   | Wichita State                  |